# Microweisea suturalis
Microweisea suturalis är en skalbaggsart som först beskrevs av Schwarz 1904.  Microweisea suturalis ingår i släktet Microweisea och familjen nyckelpigor. Inga underarter finns listade i Catalogue of Life.